# 金氏軟口魚
金氏軟口魚（學名：Chondrostoma kinzelbachi）為輻鰭魚綱鯉形目雅羅魚科軟口魚屬的其中一種，被IUCN列為瀕危保育類動物，分布於亞洲土耳其及敘利亞奥龙特斯河流域，棲息在底中層水域，生活習性不明。

## 扩展阅读
維基物種上的相關：金氏軟口魚